# Perdrix aux palourdes
La perdrix aux palourdes est un mets portugais mêlant coquillages et perdrix mijotés dans du vin blanc.

## Ingrédients
Ce plat est composé principalement de perdrix, de fruits de mer, de viande coupée en petits carrés, de tomates, de poivron et de vin blanc.

## Accord mets-vin
Les perdrix aux palourdes peuvent s'accompagner de vinho verde. 